# Coleophora thurneri
Coleophora thurneri is een vlinder uit de familie kokermotten (Coleophoridae). De wetenschappelijke naam is voor het eerst geldig gepubliceerd in 1969 door Glaser.
De soort komt voor in Europa.